# Phyllometra culminaria
Phyllometra culminaria is een vlinder uit de familie spanners (Geometridae). De wetenschappelijke naam is voor het eerst geldig gepubliceerd in 1843 door Eversmann.
De soort komt voor in Europa.